# Anastasios Kyriakos
Anastasios Kyriakos (in greco: Αναστάσιος Κυριάκος; Larissa, 14 agosto 1978) è un ex calciatore greco, di ruolo difensore.

## Carriera
Durante la sua carriera ha giocato solo con squadre greche e cipriote.

## Palmarès

### Club

#### Competizioni nazionali
- Campionato greco: 1

Olympiakos: 2005-2006
- Coppa di Grecia: 1

Olympiakos: 2005-2006